# Вперёд, Диего, вперёд!
Go, Diego, Go! (рус. Вперёд, Диего, вперёд!) — американский мультсериал, который транслировался с 6 сентября 2005 года по 16 сентября 2011 года на телеканале Nickelodeon. Сериал является спин-оффом сериала Даша-следопыт.

## Сюжет
Мультсериал рассказывает о приключениях 8-летнего мальчика по имени Диего Марксен, который вместе со своей сестрой Алисой помогает животным в опасности, в основном в тропических лесах. Диего встречает множество животных, живущих в джунглях, и узнает о них много нового. Его старшая сестра Алиса рассказывает Диего и зрителям о том, например, как различить следы животных, какие звуки они издают. Дети не только узнают о животных, но они изучают английский язык.
Существует теория, что Диего на самом деле не понимает, что хищникам нужно охотиться на других животных, чтобы выживать в дикой природе, однако он всё время спасает их, когда те попадают в беду. Из этого предложения можно сделать вывод, что у Диего не самый развитый интеллект для его возраста. В одной из серий есть отсылка на скалу в форме головы ягуара, которая была показана в фильме Джуманджи : Зов джунглей.

## Персонажи
- Диего — главный герой сериала. Мальчик, который помогает животным[3], попавшим в беду. Имеет маленького друга-ягуара. Двоюродный брат Даши.
- Алиса — второй главный герой. Старшая сестра Диего, которая тоже спасает животных. Двоюродная сестра Даши.
- Малыш ягуар — животное-друг Диего.
- Даша — второстепенный персонаж сериала. Главный герой сериала «Даша—следопыт». Двоюродная сестра Диего и Алисы.
- Клик (Щёлк) — фотокамера. Помогает Диего находить животных в беде.
- Рескью-Пак — рюкзак, спасательный комплект Диего. Может превращаться в парашют, лодку, сноуборд и т. д.
- Братья Бобо
- Сэмми
- Чинта
- Линда
- Туга
- Пепито
- Зелёная игуана
- Армадилла
- Дикобраз
- Малыш Кит
- Чито и Рита
- Джума
- Кичо